# Donald’s Ostrich
Donald’s Ostrich (с англ. — «Страус Дональда») — первый анимационный эпизод, посвящённый Дональду Даку, созданный Уолтом Диснеем в 1937 году.

## Сюжет
Дональд работает заведующим пассажирским багажом на железнодорожной станции. Во время работы его отвлекает назойливая музыка из радиоприёмника. Он меняет волну. 
В это время на станцию прибывает паровоз, гружёный багажом, из массы которого выделяется ящик с надписью: «Не поднимать крюком». Дональд пытается поднять этот ящик, но тот оказывается слишком тяжёлым. Из ящика вытянулись длинные ноги, а затем  высунулась тонкая шея с головой. Оказалось, что в ящике перевозилась страусиха. Высунувшись из ящика, она начинает целовать Дональда, что ему не очень нравится. Дональд толкает её и замечает табличку на шее птицы. Выясняется, что страусиху зовут Хортэнс и то, что она всеядна. Пока Дональд это читал, Хортэнс съела табличку.
Главный герой идёт работать дальше, а Хортэнс проявляет к нему всяческую симпатию. Она везде следует за ним, обнимает его, обвивает своей длинной шеей и зацеловывает. Дональд отпирается и с грохотом падает в гору железных бидонов с молоком. Грохот бидонов очень пугает Хортэнс. Дональд застревает головой в одном из бидонов.
Пока Дональд пытается освободить свою голову из бидона, Хортэнс съедает его гармошку, будильник и гелиевые шарики. Один из шариков лопается, из-за этого из него начинает выходить гелий, вызывая икоту у Хортэнс. В надежде спрятаться, птица добирается до шланга, прячет в него голову, но икота не отступает. При этом начинает звенеть будильник, который проглотила страусиха. Высвободив голову из бидона, Дональд увидел перед лицом живой шланг, издающий странные звуки. Дональд только через несколько секунд понимает, что неуклюжая страусиха устроила этот беспорядок. Он пытается помочь Хортэнс избавиться от икоты, но у него ничего не получается. Тогда он берёт книгу «Самолечитель» и узнаёт, что для избавления от икоты надо напугать или удивить больного.
Дональд решает воспользоваться тубой, чтобы напугать страусиху. Но Хортэнс это не помогает, от испуга она прячет голову в тубу. Помогая ей выбраться, Дональд сам застревает в тубе. В это время Хортэнс обнаруживает радио, по которому идёт трансляция радиопостановки о похищении. Она проглатывает приёмник, икает, переключая радиоволну, и начинает «танцевать» под музыку.
Дональду это надоедает. Он идёт к Хортэнс с кучей устрашающих инструментов в руках. Сначала он берёт клещи и вытаскивает изо рта Хортэнс гармошку. Из-за происходящего на радио, страусиха начинает бегать по помещению как сумасшедшая, потому что по радио идёт трансляция гонок. В конце герои сталкиваются и сокрушают всё вокруг, от испуга Дональд начинает икать.

## Роли озвучивали
- Элвия Оллман — шеф-повар по радио (в титрах не указана)